# قشرة خلف الأنف
قشرة خلف الأنف (بالإنجليزية: Postrhinal cortex)‏ هيَ منطقة في الدماغ تقعُ بجوارِ أعلى القشرة الشمية الداخلية، كما تقعُ المطقة القشرية ظهرانيًا وذيليًا بجوارِ التلم الأنفي الخلفي. تلعب هذه القشرة دورًا في الذاكرة والملاحة المكانية.